# كأس ماليزيا 2012
كأس ماليزيا 2012 هو موسم من كأس الاتحاد الماليزي. كان عدد الأندية المشاركة فيه 32، وفاز فيه نادي كلنتن.